# Краківський кінофестиваль
Краківський кінофестиваль (пол. Krakowski Festiwal Filmowy, скор. KFF) — кінофестиваль присвячений короткометражним, документальним та анімаційним фільмам. Є одним з найважливіших заходів такого типу у Європі. В рамках фестивалю є два конкурси: міжнародний і загальнопольський. В обох беруть участь відібрані короткометражні фільми різних стилів, здебільшого документальні. Від 2007 року в конкурсі беруть участь і повнометражні документальні фільми.
Триває 7 днів. Припадає на період часу на межі травня і червня у Кракові. Впродовж фестивальних днів відбуваються покази близько 250 фільмів.
Вперше був проведений у 1961 році як Загальнопольський фестиваль короткометражних фільмів. 1964 року став міжнародним. На початку 1990-х через економічну кризу відбувався лише в польських масштабах, проте 1997 року знову було повернено старий формат.
Сучасна назва фестивалю — від 2001 року.

## Найважливіші нагороди фестивалю
Золотий ріг (Złoty Róg), Срібний ріг (Srebrny Róg), Золотий дракон (Złoty Smok), Срібний дракон (Srebrny Smok), Золотий ляйконик (Złoty Lajkonik), Срібний ляйконик (Srebrny Lajkonik),  Золотий сигнал (Złoty Hejnał), Дракон драконів